# WTKA France
La WTKA-France est l'antenne française de la Word Traditional Kickboxing Association (Sports de combat et Arts martiaux : Boxes pieds-poings, Submission-wrestling, Free Fight, etc.).
Depuis mars 2009, la Fédération de Bodyfighting (F.B.F) a signé avec la W.T.K.A Mondiale un contrat d'exclusivité pour représenter leur fédération sur le sol Français. Ce regroupement a rejoint la FFCO en septembre 2009 et son responsable est Corinne ANTOGNELLI. 